# And Soon the Darkness (1970)
And Soon the Darkness (bra: De Repente a Escuridão) é um filme britânico de 1970, do gênero suspense, dirigido por Robert Fuest, com roteiro de Brian Clemens e Terry Nation.